# Yang Zhu
Yang Zhu (pinyin: Yáng Zhū; Wade-Giles: Yang Chu; 370-319 ACE), foi um filósofo chinês que viveu no Período dos Reinos Combatentes, cujo pensamento era uma alternativa local hedonista, epicurista ou sofista ao pensamento de Confúcio. O que resta da filosofia de Yang Zhu está principalmente no livro Lie Zi (列子).